# Flussgebietsmodell
Unter einem Flussgebietsmodell versteht man die Umsetzung hydrologischer und geografischer Messdaten zu einem Modell, das den Wasserkreislauf in einem Flussgebiet beschreibt.
Die Modellierung basiert auf der Zusammenfassung verschiedener hydrologischer Berechnungsverfahren, durch die der Ablauf von Abflussereignissen im Gewässernetz beschrieben wird. Im Wesentlichen besteht dieser Berechnungsvorgang aus einer Aufeinanderfolge von Verfahren zur Berechnung der Abflussbildung und des Wellenablaufs im Gewässernetz (Ludwig, 1987).
Modelle für die Untersuchung von Abflussereignissen in Gewässernetzen setzen sich aus Niederschlags-Abfluss-, Flood-Routing- und Speicher-Modellen zusammen.